# Isonzói gáztámadás
Az isonzói gáztámadás az első világháborúban történt az olasz fronton a Doberdó-fennsík egyik magaslatán, a San Michele-hegyen 1916. június 29-én. Ez volt az osztrák–magyar hadvezetés egyetlen önállóan szervezett gáztámadása, egyben az első ilyen támadás az olasz fronton.

## Előzmények
A márciusban lezajlott ötödik isonzói csata után egy több hónapos, viszonylag csendes időszak következett be ezen a frontszakaszon. 

## A gáztámadás

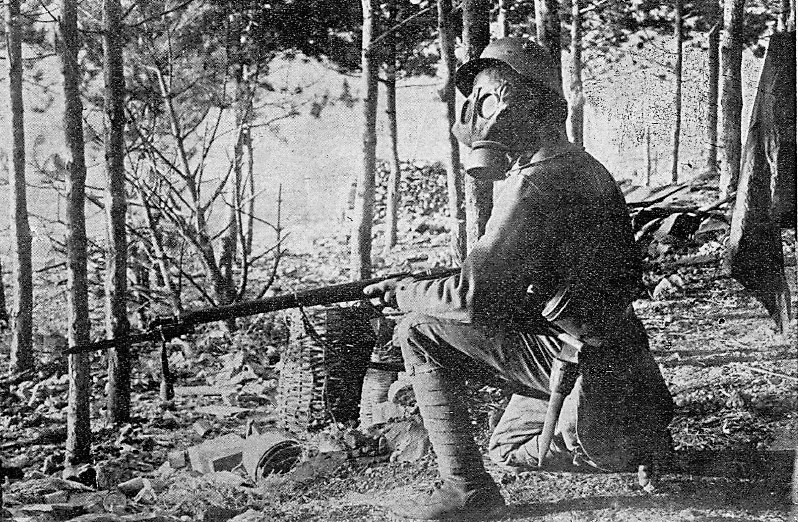
osztrák–magyar katona gázálarcban az olasz fronton

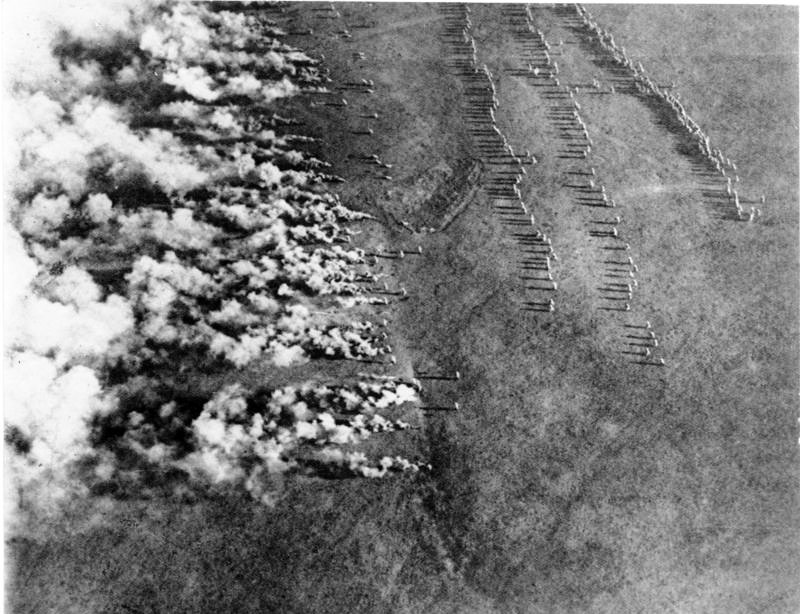
Kifúvásos gáztámadás

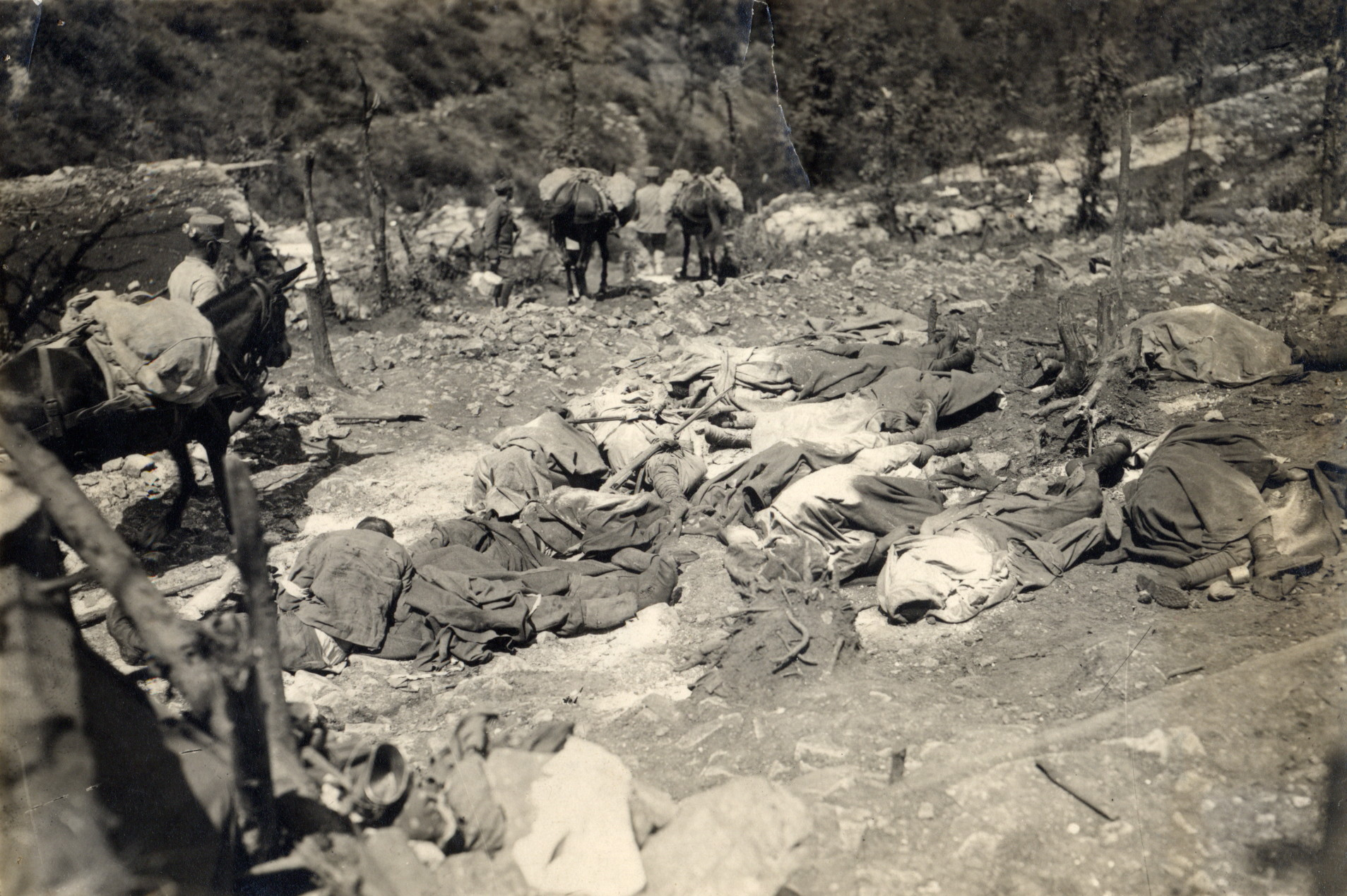
A gáztámadás olasz áldozatai

Ezt a viszonylagos nyugalmat az 1916. június 29-én 5 óra 15 perckor végrehajtott osztrák–magyar gáztámadás szakította meg. Ez volt az első világháború egyik legnagyobb gáztámadása és az egyetlen, melyet az osztrák–magyar hadvezetés önállóan szervezett meg, illetve hajtott végre.
Ebben a támadásban  a 17. és a 20. honvéd hadosztályok kötelékében harcoló egységek vettek részt, pl. a budapesti 1. honvéd gyalogezred I. és III. zászlóalja. A kifúvásos gáztámadást utászok végezték, akik kedvező széljárás és megfelelő, 2-3 m/s–os erősségű szél mellett a mérges gázt palackokból, földbe rejtett ólomcsöveken keresztül eresztették ki az olasz hadsereg állásai felé. Összesen 6 ezer palacknyi gázt használtak fel.
A támadás során alkalmazott klór- és foszgénkeveréktől a gáztámadás napján az olasz és magyar források szerint 5-6000 katona esett el, legnagyobbrészt az olasz oldalon. Magyar oldalon az 1. gyalogezred 3 közlegénye halt meg, több tucat magyar katona megsérült, Habsburg József emlékiratai szerint: „Gázmérgezés következtében megbetegedett [...] 20. honvéd hadosztálynál – 1 tiszt, 68 ember.” Ez a tiszt Gerevich Aladár főhadnagy volt, a későbbi többszörös olimpiai bajnok kardvívó Gerevich Aladár édesapja.

## Következmények
A kegyetlen kínok közt meghalt több ezer olasz katona halálán túl a gáztámadás nem eredményezett komolyabb katonai sikereket. Az elfoglalt lövészárok-szakaszokat a magyar honvédek még aznap feladták, mert nem voltak védhetőek. A várható következő olasz támadást azonban sikerült hetekkel későbbre tolni.